# 馬揃え
馬揃え（うまそろえ、馬汰）とは、騎馬を集めてその優越を競いあう武家の行事の1つ。軍事行進（パレード）としての色彩もある。
歴史的に著名なのは、1184年に源義経が駿河国浮島原で行ったとされる馬揃え、1581年に織田信長が京都で行った馬揃え（京都御馬揃え）、1633年に徳川家光が江戸郊外品川宿で行った馬揃え、1863年に松平容保が孝明天皇の勅命を奉じて行った馬揃え（会津藩天覧馬揃え）がある。